# Stubbe – Von Fall zu Fall: Schwarze Tulpen
Schwarze Tulpen ist ein deutscher Fernsehfilm von Bodo Fürneisen aus dem Jahr 2006. Es handelt sich um den neunundzwanzigsten Filmbeitrag der ZDF-Kriminalfilmreihe Stubbe – Von Fall zu Fall mit Wolfgang Stumph in der Titelrolle.

## Handlung
Kommissar Stubbe wird zur Hamburger Reeperbahn gerufen, wo eine unbekannte junge Thailänderin von einem Hochhaus tödlich gestürzt ist. Da einiges am Tatort gegen den Suizid der asiatischstämmigen Frau spricht, leiten er und sein Kollege Zimmerman die Ermittlungen ein. In Verdacht gerät sehr schnell der Nachtclubbesitzer und Zuhälter Thorsten Harmsdorf, dem Stubbe aber nichts nachweisen kann. Alles deutet darauf hin, dass Malai von Hamburg und dem Milieu wegwollte, was Harmsdorf mit Sicherheit nicht zulassen wollte. Saowanee, die Lebensgefährtin von Harmsdorf, gibt an, ihre Freundin vom Dach des Hochhauses gestoßen zu haben. Als sie ihre Aussage unter Eid wiederholen soll, ist sie jedoch spurlos verschwunden. Die Kommissare nehmen die Suche auf, und da die Spur von Saowanee Assawaroj nach Amsterdam führt, geht Stubbe den kurzen Dienstweg und reist umgehend dorthin. Seine niederländischen Kollegen erwarten ihn bereits und stehen ihm bei seinen Nachforschungen hilfreich zur Seite. Mit Jan van der Heijde versteht er sich sehr gut und quartiert sich sogar auf seinem Hausboot mit ein. Bei ihren Ermittlungen finden sie heraus, dass Harmsdorf einen Großteil seiner Einnahmen hier in Amsterdam in einem Schließfach deponiert, um es vor dem Finanzamt zu verstecken. Von diesem Schwarzgeld dürfte Saowanee wissen und will es nun möglicherweise an sich bringen und damit zurück nach Thailand fliegen.
Mittlerweile kann Harmsdorfs Anwalt für seinen Mandanten die Freilassung aus der Untersuchungshaft erwirken, sodass sich dieser unvermittelt auf die Suche nach seiner Freundin begibt. Um sein Ziel zu erreichen, geht er erneut über Leichen und erschlägt einen Mann, von dem er Saowanees Aufenthaltsort erfahren wollte. So dürfte auch er auf dem Weg nach Amsterdam sein, und Stubbe muss sich erst recht beeilen, um Saowanee zu finden. Im Gegensatz zu ihm kennt Harmsdorf die Bank und kann diese gezielt überwachen. Doch auch Stubbe gelingt es, das Geldinstitut zu ermitteln, allerdings hat Saowanee das Schließfach vor kurzem geleert und bleibt verschwunden. Die Suche nach ihr führt zu einer Ferienunterkunft, in der sich Saowanee versteckt hält. Harmsdorf hat sie dort vor der Polizei entdeckt, und so kommt es zu einer Schießerei, bei der Harmsdorf tödlich getroffen wird. Bei dem ganzen Trubel ist jedoch das Geld verschwunden und Saowanee beteuert, es nicht zu haben. Sie gibt lediglich zu, den Mord an Malai für Harmsdorf auf sich genommen zu haben. 
Stubbe gibt sich mit dem Verschwinden der Geldtasche nicht zufrieden, und da es einige Pannen in Amsterdam gab, deutet vieles darauf hin, dass der überfreundliche Jan die 400.000 Euro unterschlagen haben dürfte. Als Stubbe ihn zur Rede stellt, gibt er dies reumütig zu. Er wollte mit dem Geld eine Reise nach Kanada finanzieren, um seine Frau dort zu besuchen. Er hoffte, sie mit dem Geld auch zur Rückkehr nach Amsterdam bewegen zu können.

## Nebenhandlung
Christiane Stubbe hat beschlossen, wieder im Haus ihres Vaters einzuziehen. Dafür wird das Dachgeschoss renoviert, was nicht ganz so problemlos vonstattengeht wie gewünscht.

## Hintergrund
Der Film wurde vom 15. Juni bis zum 19. Juli 2005 in Hamburg und Amsterdam gedreht und am 7. Januar 2006 um 20:15 Uhr im ZDF erstausgestrahlt.

## Kritik
Tilmann P. Gangloff wertete für Tittelbach.tv: „‚Schwarze Tulpen‘ ist eine der besseren ‚Stubbe‘-Episoden. Reizvoll ist die Konfrontation des gründlichen Stubbe mit den lässigen Holländern, aber auch seine Freundschaft mit einem Amsterdamer Kollegen, gespielt von Schimmis ‚Hänschen‘ Chiem van Houweninge.“
Die Kritiker der Fernsehzeitschrift TV Spielfilm kommentierten kritisch Bezug nehmend auf den Folgentitel: „Diese Tulpen sind schon etwas welk“, vergaben dem Film eine mittlere Wertung (Daumen zur Seite).